# Мальми, Виола Генриховна
Вио́ла Ге́нриховна Ма́льми (Виолетта Валентиновна; 14 марта 1932, Кондопога — 15 марта 2010, Петрозаводск) — хореограф, балетмейстер, Заслуженный работник культуры Карельской АССР (1978), Заслуженный работник культуры РСФСР (1985), лауреат Государственной премии Республики Карелия в области культуры, лауреат премии Правительства Российской Федерации «Душа России» (2008), Почётный гражданин Республики Карелия (2002).

## Биография
В 1957 году окончила актёрский факультет Ленинградского государственного театрального института.
В 1957—1959 годах — актриса Рижского театра юного зрителя, Даугавпилского театра драмы.
С 1960 года — актриса Музыкального театра Республики Карелия. В 1963—1966 годах училась на балетмейстерском отделении Ленинградской консерватории.
В 1960—1980-х годах — организатор фольклорных коллективов в районах Карелии, преподаватель танца Петрозаводского культпросветучилища.
1973—1987 — руководитель фольклорно-этнографического ансамбля «Karjala»
В 1987—1988 годах — главный балетмейстер ансамбля «Кантеле», организатор фольклорного ансамбля «Карельская горница».
В 1979—1991 годах — автор ежемесячных передач на карельском телевидении — «Карельские игрища» и «Неиссякаемый источник» (на финском языке).
С 2002 года — режиссёр фольклорного театра «Горница».

### Личная жизнь
Супруг — Игорь Михайлович Румянцев.

## Память
23 сентября 2020 г. на доме по проспекту Ленина, 25 в г. Петрозаводске, в котором проживала Виола Мальми, установлена мемориальная доска.

## Сочинения
- Мальми, В. Г. Народные танцы Карелии, Петрозаводск : Карелия, 1978. — 206 с.
- Мальми, В. Г. Народные игры Карелии, — Петрозаводск : Карелия, 1987. — 135 с. : ил.
- Мальми, В. Г. Истоки карельской хореографии КЦНТ- Петрозаводск, 1994. — 63 с.
- Мальми, В. Г. Праздник и танец — Петрозаводск : Карелия, 2005. — 206 с.
- Мальми, В. Г. Костюм и праздник — Карелия 2006—124 c.
- Слово и праздник : [сборник статей / [[Логинов, Константин Кузьмич|К. К. Логинов]] и др. ; авт. проекта: Виола Мальми ; худож. Н. Трухин ; фот. А. Чернышев]. - Петрозаводск : Карелия, 2008. - 142 c
- Мальми, В. Г. Все о танце / Виола Мальми. — Петрозаводск : Карелия, 2010. — 335 с.